# Codex Guelferbytanus A
De Codex Guelferbytanus A (Gregory-Aland no. Pe of 024, von Soden ε 33) is een van de Bijbelse handschriften. Het dateert uit de 6e eeuw en is geschreven met hoofdletters (uncialen) op perkament.

## Beschrijving
De gehele Codex Guelferbytanus A bestaat uit 44 bladen (26,5 × 21,5 cm). De tekst is geschreven in twee kolommen per pagina, 24 regels per pagina.
Het bevat de nomina sacra (ΙΣ, ΧΣ (Christos, Christus), ΚΣ (Kurios, Heer) ΘΣ, ΥΣ, ΠΗΡ, ΠΝΑ, ΙΛΗΜ, ΑΝΟΣ, en ΔΑΔ).
De Codex bevat teksten van de vier Evangeliën met lacunes.
Inhoud
Matteüs
1,11-21; 3,13-4,19; 10,7-19; 10,42-11,11; 13,40-50; 14,15-15,3.29-39;
Marcus
1,2-11; 3,5-17; 14,13-24.48-61; 15,12-37;
Lucas
1,1-13; 2,9-20; 6,21-42; 7,32-8,2; 8,31-50; 9,26-36; 10,36-11,4; 12,34-45; 14,14-25; 15,13-16,22; 18,13-39; 20,21-21,3; 22,3-16; 23,20-33; 23,45-24,1; 24,14-37;
Johannes
1,29-40; 2,13-25; 21,1-11.
De Codex Guelferbytanus A geeft de Byzantijnse tekst weer. Kurt Aland plaatste de codex in Categorie V.
De codex werd onderzocht door F. A. Knittel in 1762 en Tischendorf.

## Huidige locatie van de codex
Het handschrift bevindt zich in de Herzog August Bibliothek (Weissenburg 64) in Wolfenbüttel.